# Maurice Chaper

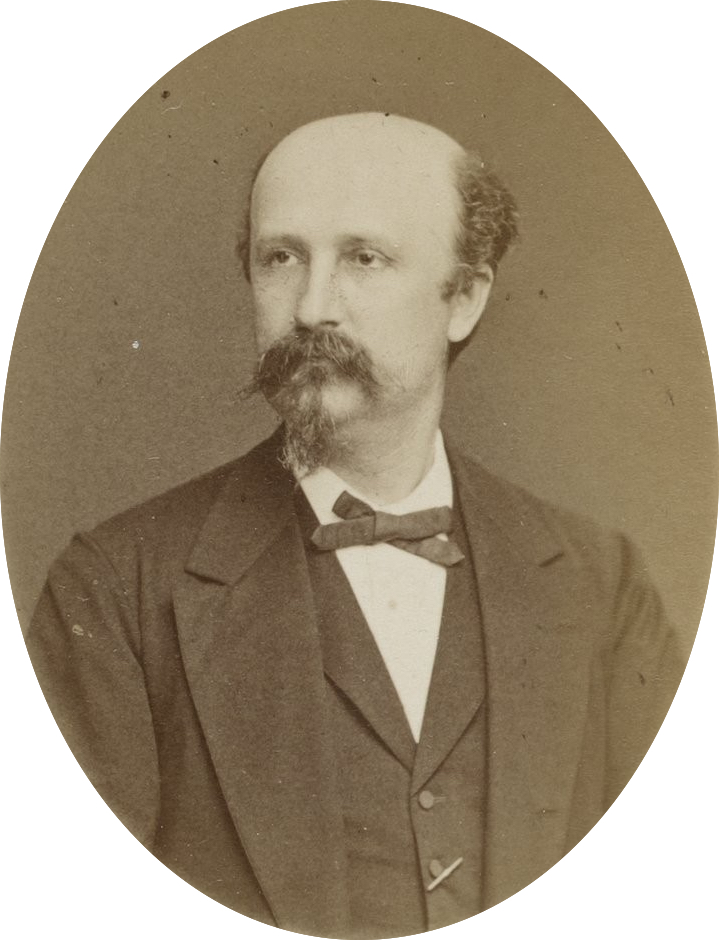

Maurice Armand Chaper (Digione, 13 febbraio 1834 – Vienna, 5 luglio 1896) è stato un geologo e mineralogista francese.

## Biografia
Chaper ricevette la sua formazione presso l'École polytechnique e all'École des Mines. Si arruolò nella Guardia Nazionale durante la guerra franco-prussiana, arrivando al grado di tenente-colonnello del 38º Reggimento. Nel 1872 fu nominato vice sindaco del V arrondissement di Parigi.
In qualità di membro della Société géologique de France, iniziò, dal 1874, una serie di missioni geologiche e mineralogiche in tutte le parti del globo – in Venezuela, nelle Montagne Rocciose, in Borneo, in Sudafrica, negli Urali e altrove. Fece uno studio geologico in America Centrale, insieme con la Compagnie du Canal de Panama. Oltre alle collezioni mineralogiche, raccolse esemplari zoologici e botanici. La specie, Millettia chaperii, è stato chiamato in suo onore dal botanico François Gagnepain. Nel 1884 fu nominato come presidente della Société zoologique de France.

## Pubblicazioni principali
- Sur les mines de diamant de l'Afrique australe, 1879
- De la Présence du diamant dans une pegmatite de l'Indoustan, 1884
- Constatation de l'existance du terrain glaciaire dans l'Afrique équatoriale, 1886
- Extraits d'un rapport de mission sur la côte nord du Vénézuéla, 1887
- Notes recueillies au cours d'une exploration dans l'île de Bornéo, 1891[3]